# 친족 (민족)

친 주의 기

친족(버마어:  ချင်းလူမျိုး, Chin)은 미얀마의 민족 집단의 하나이다. 친족은 미얀마 서부(친 주)에서 주로 발견되며 수는 약 150만 명이다. 이들은 또한 인도의 나갈랜드 주, 미조람 주, 마니푸르 주, 아삼 주 근처에 산다. 미조족의 영향과 침례교 선교사의 개입으로 인구의 80~90%가 기독교 신자들이다. 그러나 친족의 상당 수는 상좌부 불교와 같은 그들의 전통적인 믿음을 고수하고 있다.
친족은 미얀마에서 커다란 소수 민족 집단의 하나이다. 친족은 아마도 9~10세기에 미얀마, 특히 친드윈 계곡으로 온 것으로 보인다. 대부분의 친족은 서쪽을 향해 이동했고 아마도 1300~1400년 무렵에 현재의 친 주에 정착했을 것으로 생각된다. 학자들이 다양한 의견을 제안하고 있지만 널리 합의된 것은 없어 '친'의 본래 의미는 모호한 것으로 남아있다.
친족은 많은 부족으로 이루어져 있다. 친의 4대 주요 부족은 다이, 테딤(조미), 팔람, 하카이다. 친족은 단일한 언어를 사용하지 않으며 쿠키친어군에 속하는 몇 개의 언어를 사용하는데 주로 테딤어(조미어)가 많이 쓰인다. 에스놀로그에는 이 분류에 49개의 언어가 등재되어 있고 이 중 20개 언어가 이름에 '친'을 포함한다.

## 통일의 시도
인도 미조인들과는 비록 국경으로 분리되어 있기는 하지만, 이들은 공통된 방언적 뿌리와 풍습을 공유하고 있음을 인식하였고 이것은 그들의 영토와 민족의 통일 운동이 일어나는 계기가 되었다. 그 첫 번째 운동의 하나가 미조 민족 전선(MNF) 조직으로, 그 결과로 인도에서는 미조람 주의 형성과 민족 자주성을 보장받을 수 있었다. 현재 조미 재통일기구(ZRO), 친 민족 전선과 같은 친족의 자치를 위해 투쟁하는 수많은 단체가 있다.

## 같이 보기
- 미조인